# Wolsztyn
Wolsztyn is een stad in het Poolse woiwodschap Groot-Polen, gelegen in de powiat Wolsztyński. De oppervlakte bedraagt 4,78 km², het inwonertal 13.638 (2005).

## Verkeer en vervoer
- Station Wolsztyn

Bij treinspotters is Wolsztyn bekend omdat de Poolse spoorwegmaatschappij PKP van hieruit lange tijd nog reguliere stoomtreinen inzette naar Leszno, Poznan en Zbaszynek. De inzet van stoomtreinen is tussen april 2014 en 2017 gestaakt. De inzet van stoomlocomotieven zou in juni 2020 beëindigd worden, maar in 2022 worden op door-de-weekse dagen 2 retourritten van Wolsztyn naar Leszno nog altijd van stoomtractie voorzien. Deze ritten worden door Parawozownia Wolsztyna gereden in opdracht van Koleje Wielkopolskie (met gedeeltelijke medefinanciering van het Wojewodschap Wielkopolskie), normale regionale treinkaartjes en abonnementen zijn op deze stoomtreinritten zonder verdere toeslag geldig.
Sinds 1993 wordt door de PKP jaarlijks begin mei een stoomtreinparade gehouden.

## Partnersteden
- Lübben (Spreewald), Duitsland
- Maasbree, Nederland

## Geboren
- Sylwia Matysik (1997), voetbalster